# Europa-Mannschaftsmeisterschaft im Schach 1973
Die 5. Europa-Mannschaftsmeisterschaft im Schach fand vom 6. bis 14. Juli 1973 in Bath statt und war ein Mannschaftswettbewerb der stärksten Nationalteams aus Europa.
Die Sowjetunion war direkt für die Endrunde teilnahmeberechtigt.

## Qualifikation

### Gruppe 1
| № | Mannschaft | 1  | 1  | 2  | 2  | 3 | 3  |  | + | − | = | Punkte |
| - | ---------- | -- | -- | -- | -- | - | -- |  | - | - | - | ------ |
| 1 | Schweiz    | –  | –  | 3½ | 4½ |   |    |  |   |   |   |        |
| 2 | Spanien    | 4½ | 3½ | –  | –  | 6 | 5½ |  |   |   |   |        |
| 3 | Tunesien   |    |    | 2  | 2½ | – | –  |  |   |   |   |        |

#### Mannschaftsaufstellungen

##### Schweiz
| №        | Spieler              | 1       | 2       |  | + | − | = | Punkte   |
| №        | Spieler              | Spanien | Spanien |  | + | − | = | Punkte   |
| -------- | -------------------- | ------- | ------- |  | - | - | - | -------- |
| 1        | Werner Hug           | ½       | ½       |  | 0 | 0 | 2 | ½ aus ½  |
| 2        | André Lombard        | 0       | 1       |  | 1 | 1 | 0 | 1 aus 2  |
| 3        | Heinz Schaufelberger | ½       | ½       |  | 0 | 0 | 2 | 1 aus 2  |
| 4        | Heinz Wirthensohn    | ½       | 0       |  | 0 | 1 | 1 | ½ aus 2  |
| 5        | Josef Kupper         | 1       | 1       |  | 2 | 0 | 0 | 2 aus 2  |
| 6        | Peter Hohler         | ½       | ½       |  | 0 | 0 | 2 | 1 aus 2  |
| 7        | Hensruedi Glauser    | 0       | ½       |  | 0 | 1 | 1 | ½ aus 2  |
| 8        | Meinrad Schauwecker  | ½       | ½       |  | 0 | 0 | 2 | 1 aus 2  |
| Ergebnis | Ergebnis             | 8       | 8       |  |   |   |   | 8 aus 16 |

##### Spanien
| №        | Spieler                       | 1        | 1        | 2       | 2       |  | + | − | = | Punkte     |
| №        | Spieler                       | Tunesien | Tunesien | Schweiz | Schweiz |  | + | − | = | Punkte     |
| -------- | ----------------------------- | -------- | -------- | ------- | ------- |  | - | - | - | ---------- |
| 1        | Arturo Pomar Salamanca        | ½        | ½        | ½       | ½       |  | 0 | 0 | 4 | 2 aus 4    |
| 2        | Jesús Díez del Corral         |          |          | 1       | 0       |  | 1 | 1 | 0 | 1 aus 2    |
| 3        | Antonio Medina García         | 1        | ½        | ½       | ½       |  | 1 | 0 | 3 | 2½ aus 4   |
| 4        | Juan Manuel Bellón López      | 0        | 1        | ½       | 1       |  | 2 | 1 | 1 | 2½ aus 4   |
| 5        | Fernando Visier Segovia       | 1        | ½        |         |         |  | 1 | 0 | 1 | 1½ aus 2   |
| 6        | Eduardo Pérez Gonsalves       | ½        | 1        |         |         |  | 1 | 0 | 1 | 1½ aus 2   |
| 7        | Augusto Menvielle Lacourrelle | 1        | 1        |         |         |  | 2 | 0 | 0 | 2 aus 2    |
| 8        | Ángel Martín González         |          |          | 0       | 0       |  | 0 | 0 | 2 | 0 aus 2    |
| res.     | Domingo Merino Mejuto         | 1        | 1        | ½       |         |  | 2 | 0 | 1 | 2½ aus 3   |
| res.     | Jaime Sicilia Pardo           |          |          | 1       | ½       |  | 1 | 0 | 1 | 1½ aus 2   |
| res.     | Ernesto Palacios de la Prida  | 1        | 0        | ½       | ½       |  | 1 | 2 | 1 | 2 aus 4    |
| res.     | Jaime Anguera Maestro         |          |          |         | ½       |  | 0 | 0 | 1 | ½ aus 1    |
| Ergebnis | Ergebnis                      | 11½      | 11½      | 8       | 8       |  |   |   |   | 19½ aus 32 |

##### Tunesien
| №        | Spieler             | 1       | 2       |  | + | − | = | Punkte    |
| №        | Spieler             | Spanien | Spanien |  | + | − | = | Punkte    |
| -------- | ------------------- | ------- | ------- |  | - | - | - | --------- |
| 1        | Slim Bouaziz        | ½       | ½       |  | 0 | 0 | 2 | 1 aus 2   |
| 2        | Ridha Belkadi       | 0       | ½       |  | 0 | 1 | 1 | ½ aus 2   |
| 3        | Bechir Kchouk       | 0       | 1       |  | 1 | 1 | 0 | 1 aus 2   |
| 4        | M. Ennouisseri      | 1       | 0       |  | 1 | 1 | 0 | 1 aus 2   |
| 5        | Hachemi Ben Rehouma | 0       | ½       |  | 0 | 1 | 1 | ½ aus 2   |
| 6        | Khelil Lagha        | ½       | 0       |  | 0 | 1 | 1 | ½ aus 2   |
| 7        | Arbid ´             | 0       |         |  | 0 | 1 | 0 | 0 aus 1   |
| 8        | Cheikh              |         | 0       |  | 0 | 1 | 0 | 0 aus 1   |
| res.     | A. Saidi            | 0       | 0       |  | 0 | 2 | 0 | 0 aus 2   |
| Ergebnis | Ergebnis            | 4½      | 4½      |  |   |   |   | 4½ aus 16 |

### Gruppe 2
| № | Mannschaft  | 1  | 1  | 2  | 2  |  | + | − | = | Punkte |
| - | ----------- | -- | -- | -- | -- |  | - | - | - | ------ |
| 1 | England     | –  | –  | 4½ | 4½ |  | 2 | 0 | 0 | 9      |
| 2 | Niederlande | 3½ | 3½ | –  | –  |  | 0 | 2 | 0 | 7      |

#### Mannschaftsaufstellungen

##### England
| № | Spieler | 1 | 2 |  | + | − | = | Punkte |
| - | ------- | - | - |  | - | - | - | ------ |

##### Niederlande
| № | Spieler | 1 | 2 |  | + | − | = | Punkte |
| - | ------- | - | - |  | - | - | - | ------ |

### Gruppe 3
| № | Mannschaft                      | 1  | 1  | 2  | 2 | 3  | 3  | 4  | 4 |  | + | − | = | Punkte |
| - | ------------------------------- | -- | -- | -- | - | -- | -- | -- | - |  | - | - | - | ------ |
| 1 | Polen                           | –  | –  | 4  | 4 | 3½ | 6½ | 6  | 6 |  | 3 | 1 | 2 | 30     |
| 2 | Deutsche Demokratische Republik | 4  | 4  | –  | – | 5  | 4  | 6½ | 6 |  | 3 | 0 | 3 | 29½    |
| 3 | Dänemark                        | 4½ | 1½ | 3  | 4 | –  | –  | 4½ | 5 |  | 3 | 2 | 1 | 22½    |
| 4 | Finnland                        | 2  | 2  | 1½ | 2 | 3½ | 3  | –  | – |  | 0 | 6 | 0 | 14     |

### Gruppe 4
| № | Mannschaft       | 1  | 1  | 2  | 2  | 3  | 3  | 4  | 4  |  | + | − | = | Punkte |
| - | ---------------- | -- | -- | -- | -- | -- | -- | -- | -- |  | - | - | - | ------ |
| 1 | BR Deutschland   | –  | –  | 3½ | 6½ |    |    |    |    |  |   |   |   | 37½    |
| 2 | Tschechoslowakei | 4½ | 1½ | –  | –  | 7½ | 6½ | 7½ | 7½ |  |   |   |   | 35     |
| 3 | Belgien          |    |    | ½  | 1½ | –  | –  |    |    |  |   |   |   | 16½    |
| 4 | Luxemburg        |    |    | ½  | ½  |    |    | –  | –  |  |   |   |   | 7      |

### Gruppe 5
| № | Mannschaft | 1 | 1  | 2 | 2  |  | + | − | = | Punkte |
| - | ---------- | - | -- | - | -- |  | - | - | - | ------ |
| 1 | Rumänien   | – | –  | 5 | 3½ |  | 1 | 1 | 0 | 8½     |
| 2 | Bulgarien  | 3 | 4½ | – | –  |  | 1 | 1 | 0 | 7½     |

#### Mannschaftsaufstellungen

##### Rumänien
| № | Spieler | 1 | 2 |  | + | − | = | Punkte |
| - | ------- | - | - |  | - | - | - | ------ |

##### Bulgarien
| № | Spieler | 1 | 2 |  | + | − | = | Punkte |
| - | ------- | - | - |  | - | - | - | ------ |

### Gruppe 6
| № | Mannschaft   | 1  | 2  | 3  | 4  |  | + | − | = | Punkte |
| - | ------------ | -- | -- | -- | -- |  | - | - | - | ------ |
| 1 | Jugoslawien  | –  | 4½ | 6  | 8  |  | 3 | 0 | 0 | 18½    |
| 2 | Ungarn       | 3½ | –  | 7  | 7  |  | 2 | 1 | 0 | 17½    |
| 3 | Griechenland | 2  | 1  | –  | 6½ |  | 1 | 2 | 0 | 9½     |
| 4 | Türkei       | 0  | 1  | 1½ | –  |  | 0 | 3 | 0 | 2½     |

## Finale
| № | Mannschaft     | 1  | 2  | 3  | 4  | 5  | 6  | 7  | 8  |  | + | − | = | Punkte |
| - | -------------- | -- | -- | -- | -- | -- | -- | -- | -- |  | - | - | - | ------ |
| 1 | Sowjetunion    | –  | 5½ | 5  | 5½ | 5½ | 6½ | 5½ | 7  |  | 7 | 0 | 0 | 40½    |
| 2 | Jugoslawien    | 2½ | –  | 4½ | 6  | 6½ | 4½ | 4½ | 5½ |  | 6 | 1 | 0 | 34     |
| 3 | Ungarn         | 3  | 3½ | –  | 6½ | 5½ | 5½ | 5½ | 3½ |  | 4 | 3 | 0 | 33     |
| 4 | Polen          | 2½ | 2  | 1½ | –  | 5  | 4  | 5½ | 4½ |  | 3 | 3 | 1 | 25     |
| 5 | BR Deutschland | 2½ | 1½ | 2½ | 3  | –  | 4½ | 4½ | 5½ |  | 3 | 4 | 0 | 24     |
| 6 | England        | 1½ | 3½ | 2½ | 4  | 3½ | –  | 4½ | 4½ |  | 2 | 4 | 1 | 24     |
| 7 | Rumänien       | 2½ | 3½ | 2½ | 2½ | 3½ | 3½ | –  | 5  |  | 1 | 6 | 0 | 23     |
| 8 | Schweiz        | 1  | 2½ | 4½ | 3½ | 2½ | 3½ | 3  | –  |  | 1 | 6 | 0 | 20½    |

### Mannschaftsaufstellungen

#### Sowjetunion
| №        | Spieler            | 1       | 2        | 3     | 4                                              | 5       | 6           | 7      |  | + | − | = | Punkte     |
| №        | Spieler            | England | Rumänien | Polen | Jugoslawien Sozialistische Föderative Republik | Schweiz | Deutschland | Ungarn |  | + | − | = | Punkte     |
| -------- | ------------------ | ------- | -------- | ----- | ---------------------------------------------- | ------- | ----------- | ------ |  | - | - | - | ---------- |
| 1        | Boris Spasski      | ½       | 1        | 1     | ½                                              | 1       | ½           | ½      |  | 3 | 0 | 4 | 5 aus 7    |
| 2        | Tigran Petrosjan   | 1       | ½        | ½     | ½                                              | 1       | ½           | ½      |  | 2 | 0 | 5 | 4½ aus 7   |
| 3        | Viktor Kortschnoi  | 1       | 0        |       | 1                                              | ½       | ½           | 1      |  | 3 | 1 | 2 | 4 aus 6    |
| 4        | Anatoli Karpow     | 1       | 1        |       | ½                                              | 1       | ½           | 1      |  | 4 | 0 | 2 | 5 aus 6    |
| 5        | Michail Tal        | 1       | 1        | ½     | ½                                              | ½       |             | ½      |  | 2 | 0 | 4 | 4 aus 6    |
| 6        | Wassili Smyslow    | 1       | ½        | 1     | ½                                              |         | 1           |        |  | 3 | 0 | 2 | 4 aus 5    |
| 7        | Efim Geller        | ½       | 1        | 1     | 1                                              |         | 1           |        |  | 4 | 0 | 1 | 4½ aus 5   |
| 8        | Hennadij Kusmin    | ½       |          | ½     |                                                | 1       | 1           | 0      |  | 2 | 1 | 2 | 3 aus 5    |
| 1 res.   | Wolodymyr Tukmakow |         |          | ½     | 1                                              | 1       | ½           | 1      |  | 3 | 0 | 2 | 4 aus 5    |
| 2 res.   | Juri Balaschow     |         | ½        | ½     |                                                | 1       |             | ½      |  | 1 | 0 | 3 | 2½ aus 4   |
| Ergebnis | Ergebnis           | 6½      | 5½       | 5½    | 5½                                             | 7       | 5½          | 5      |  |   |   |   | 40½ aus 56 |

#### Jugoslawien
| №        | Spieler               | 1       | 2      | 3        | 4           | 5           | 6       | 7     |  | + | − | = | Punkte    |
| №        | Spieler               | Schweiz | Ungarn | Rumänien | Sowjetunion | Deutschland | England | Polen |  | + | − | = | Punkte    |
| -------- | --------------------- | ------- | ------ | -------- | ----------- | ----------- | ------- | ----- |  | - | - | - | --------- |
| 1        | Svetozar Gligorić     | 1       | ½      | ½        | ½           | 1           | ½       | 1     |  | 3 | 0 | 4 | 5 aus 7   |
| 2        | Borislav Ivkov        | 1       | 1      | ½        | ½           | ½           | ½       | ½     |  | 2 | 0 | 5 | 4½ aus 7  |
| 3        | Ljubomir Ljubojević   | ½       | 1      | 1        | 0           | 1           | 1       | 1     |  | 5 | 1 | 1 | 5½ aus 7  |
| 4        | Aleksandar Matanović  | ½       | ½      | 1        | ½           | ½           | ½       | ½     |  | 1 | 0 | 6 | 4 aus 7   |
| 5        | Bruno Parma           | ½       | ½      |          | ½           | 1           | ½       | 1     |  | 2 | 0 | 4 | 4 aus 6   |
| 6        | Albin Planinc         | 0       |        | ½        | ½           | 1           | ½       | ½     |  | 1 | 1 | 4 | 3 aus 6   |
| 7        | Dragoljub Velimirović | 1       | 0      | 0        | 0           | 1           | ½       | 1     |  | 3 | 3 | 1 | 3½ aus 7  |
| 8        | Milan Matulović       | 1       | ½      | ½        | 0           | ½           | ½       |       |  | 1 | 1 | 4 | 3 aus 6   |
| 1 res.   | Enver Bukić           |         | ½      |          |             |             |         |       |  | 0 | 0 | 1 | ½ aus 1   |
| 2 res.   | Dragoljub Minić       |         |        | ½        |             |             |         | ½     |  | 0 | 0 | 2 | 1 aus 2   |
| Ergebnis | Ergebnis              | 5½      | 4½     | 4½       | 2½          | 6½          | 4½      | 6     |  |   |   |   | 34 aus 56 |

#### Ungarn
| №        | Spieler        | 1        | 2                                              | 3           | 4       | 5     | 6       | 7           |  | + | − | = | Punkte    |
| №        | Spieler        | Rumänien | Jugoslawien Sozialistische Föderative Republik | Deutschland | England | Polen | Schweiz | Sowjetunion |  | + | − | = | Punkte    |
| -------- | -------------- | -------- | ---------------------------------------------- | ----------- | ------- | ----- | ------- | ----------- |  | - | - | - | --------- |
| 1        | Lajos Portisch |          | ½                                              | 1           | ½       | 1     |         | ½           |  | 2 | 0 | 3 | 3½ aus 5  |
| 2        | László Szabó   | 1        | 0                                              | 0           | 1       | ½     | 0       | ½           |  | 2 | 3 | 2 | 3 aus 7   |
| 3        | István Bilek   | 1        | 0                                              | ½           | ½       | ½     | 1       | 0           |  | 2 | 2 | 3 | 3½ aus 7  |
| 4        | Zoltán Ribli   | ½        | ½                                              | 1           | ½       | 1     | 1       | 0           |  | 3 | 1 | 3 | 4½ aus 7  |
| 5        | István Csom    | 1        | ½                                              | 1           | 1       | 1     | ½       | ½           |  | 4 | 0 | 3 | 5½ aus 7  |
| 6        | Győző Forintos | ½        | 1                                              | 0           |         | 1     | ½       | 1           |  | 3 | 1 | 2 | 4 aus 6   |
| 7        | András Adorján | ½        | ½                                              | 1           | ½       | ½     |         | 0           |  | 1 | 1 | 4 | 3 aus 6   |
| 8        | Gyula Sax      | 1        | ½                                              |             | 1       | 1     | 0       | ½           |  | 3 | 1 | 2 | 4 aus 6   |
| 1 res.   | Károly Honfi   |          |                                                | 1           | ½       |       | 0       |             |  | 1 | 1 | 1 | 1½ aus 3  |
| 2 res.   | János Tompa    | 0        |                                                |             |         |       | ½       |             |  | 0 | 1 | 1 | ½ aus 2   |
| Ergebnis | Ergebnis       | 5½       | 3½                                             | 5½          | 5½      | 6½    | 3½      | 3           |  |   |   |   | 33 aus 56 |

#### Polen
| №        | Spieler             | 1           | 2       | 3           | 4       | 5      | 6        | 7                                              |  | + | − | = | Punkte    |
| №        | Spieler             | Deutschland | England | Sowjetunion | Schweiz | Ungarn | Rumänien | Jugoslawien Sozialistische Föderative Republik |  | + | − | = | Punkte    |
| -------- | ------------------- | ----------- | ------- | ----------- | ------- | ------ | -------- | ---------------------------------------------- |  | - | - | - | --------- |
| 1        | Włodzimierz Schmidt | ½           | ½       | 0           | ½       | 0      | ½        | 0                                              |  | 0 | 3 | 4 | 2 aus 7   |
| 2        | Krzysztof Pytel     | ½           | ½       | ½           | 1       | ½      | ½        | ½                                              |  | 1 | 0 | 6 | 4 aus 7   |
| 3        | Jacek Bednarski     | ½           | ½       | ½           | ½       | ½      | 1        | 0                                              |  | 1 | 1 | 5 | 3½ aus 7  |
| 4        | Andrzej Filipowicz  | ½           | ½       | 0           |         | 0      | ½        | ½                                              |  | 0 | 2 | 4 | 2 aus 6   |
| 5        | Zbigniew Doda       | 1           | 1       | 0           | 0       |        | ½        | 0                                              |  | 2 | 3 | 1 | 2½ aus 6  |
| 6        | Jan Adamski         | ½           | 0       |             | ½       | 0      |          | ½                                              |  | 0 | 2 | 3 | 1½ aus 5  |
| 7        | Jerzy Kostro        | 1           | ½       | ½           | ½       | 0      | 1        | 0                                              |  | 2 | 2 | 3 | 3½ aus 7  |
| 8        | Andrzej Sydor       | ½           |         | ½           |         | ½      | 1        | ½                                              |  | 1 | 0 | 4 | 3 aus 5   |
| 1 res.   | Aleksander Sznapik  |             | ½       | ½           | 1       | 0      | ½        |                                                |  | 1 | 1 | 3 | 2½ aus 5  |
| 2 res.   | Andrzej Maciejewski |             |         |             | ½       |        |          |                                                |  | 0 | 0 | 1 | ½ aus 1   |
| Ergebnis | Ergebnis            | 5           | 4       | 2½          | 4½      | 1½     | 5½       | 2                                              |  |   |   |   | 25 aus 56 |

#### BR Deutschland
| №        | Spieler            | 1     | 2       | 3      | 4        | 5                                              | 6           | 7       |  | + | − | = | Punkte    |
| №        | Spieler            | Polen | Schweiz | Ungarn | Rumänien | Jugoslawien Sozialistische Föderative Republik | Sowjetunion | England |  | + | − | = | Punkte    |
| -------- | ------------------ | ----- | ------- | ------ | -------- | ---------------------------------------------- | ----------- | ------- |  | - | - | - | --------- |
| 1        | Wolfgang Unzicker  | ½     | 1       | 0      | ½        | 0                                              | ½           | ½       |  | 1 | 2 | 4 | 3 aus 7   |
| 2        | Lothar Schmid      | ½     |         | 1      | ½        | ½                                              | ½           | ½       |  | 1 | 0 | 5 | 3½ aus 6  |
| 3        | Helmut Pfleger     | ½     | ½       |        | ½        | 0                                              | ½           | ½       |  | 0 | 1 | 5 | 2½ aus 6  |
| 4        | Hans-Joachim Hecht | ½     | 1       | ½      | 0        |                                                | ½           | 1       |  | 2 | 1 | 3 | 3½ aus 6  |
| 5        | Jürgen Dueball     | 0     | ½       | 0      | 1        | ½                                              | 0           | ½       |  | 1 | 3 | 3 | 2½ aus 7  |
| 6        | Uwe Kunsztowicz    | ½     | 0       | 0      |          | 0                                              |             | 0       |  | 0 | 4 | 1 | ½ aus 5   |
| 7        | Johannes Eising    | 0     |         |        | ½        | 0                                              |             | 1       |  | 1 | 2 | 1 | 1½ aus 4  |
| 8        | Manfred Christoph  | ½     | 1       | 1      |          | 0                                              | 0           | ½       |  | 2 | 2 | 2 | 3 aus 6   |
| 1 res.   | Günther Capelan    |       | 1       | 0      | 1        | ½                                              | 0           |         |  | 2 | 2 | 1 | 2½ aus 5  |
| 2 res.   | Ulrich Nehmert     |       | ½       | 0      | ½        |                                                | ½           |         |  | 0 | 1 | 3 | 1½ aus 4  |
| Ergebnis | Ergebnis           | 3     | 5½      | 2½     | 4½       | 1½                                             | 2½          | 4½      |  |   |   |   | 24 aus 56 |

#### England
| №        | Spieler                  | 1           | 2     | 3       | 4      | 5        | 6                                              | 7           |  | + | − | = | Punkte    |
| №        | Spieler                  | Sowjetunion | Polen | Schweiz | Ungarn | Rumänien | Jugoslawien Sozialistische Föderative Republik | Deutschland |  | + | − | = | Punkte    |
| -------- | ------------------------ | ----------- | ----- | ------- | ------ | -------- | ---------------------------------------------- | ----------- |  | - | - | - | --------- |
| 1        | William Roland Hartston  | ½           | ½     | ½       | ½      | ½        | ½                                              | ½           |  | 0 | 0 | 7 | 3½ aus 7  |
| 2        | Raymond Dennis Keene     | 0           | ½     | ½       |        | 1        | ½                                              | ½           |  | 1 | 1 | 4 | 3 aus 6   |
| 3        | Jonathan Penrose         |             | ½     | ½       | 0      |          | 0                                              | ½           |  | 0 | 2 | 3 | 1½ aus 5  |
| 4        | Peter Richard Markland   | 0           | ½     | 1       | ½      | ½        | ½                                              | 0           |  | 1 | 2 | 4 | 3 aus 7   |
| 5        | Andrew Jonathan Whiteley | 0           | 0     |         | ½      | 1        | ½                                              | ½           |  | 1 | 2 | 3 | 2½ aus 6  |
| 6        | George Steven Botterill  | 0           | 1     | 0       |        | ½        | ½                                              | 1           |  | 2 | 2 | 2 | 3 aus 6   |
| 7        | Robert Graham Wade       | 0           | ½     |         | 0      | ½        |                                                | 0           |  | 0 | 3 | 2 | 1 aus 5   |
| 8        | Michael Francis Stean    | ½           |       | 1       | ½      | 0        | ½                                              |             |  | 1 | 1 | 3 | 2½ aus 5  |
| 1 res.   | Anthony John Miles       | ½           |       | ½       | 0      |          |                                                | ½           |  | 0 | 1 | 3 | 1½ aus 4  |
| 2 res.   | Brian Eley               |             | ½     | ½       | ½      | ½        | ½                                              |             |  | 0 | 0 | 5 | 2½ aus 5  |
| Ergebnis | Ergebnis                 | 1½          | 4     | 4½      | 2½     | 4½       | 3½                                             | 3½          |  |   |   |   | 24 aus 56 |

#### Rumänien
| №        | Spieler              | 1      | 2           | 3                                              | 4           | 5       | 6     | 7       |  | + | − | = | Punkte    |
| №        | Spieler              | Ungarn | Sowjetunion | Jugoslawien Sozialistische Föderative Republik | Deutschland | England | Polen | Schweiz |  | + | − | = | Punkte    |
| -------- | -------------------- | ------ | ----------- | ---------------------------------------------- | ----------- | ------- | ----- | ------- |  | - | - | - | --------- |
| 1        | Florin Gheorghiu     | 0      | 0           | ½                                              | ½           | ½       | ½     | ½       |  | 0 | 2 | 5 | 2½ aus 7  |
| 2        | Victor Ciocâltea     | 0      | ½           | ½                                              | ½           | 0       | ½     | ½       |  | 0 | 2 | 5 | 2½ aus 7  |
| 3        | Theodor Ghițescu     | ½      | 1           | 0                                              | ½           | ½       | 0     | ½       |  | 1 | 2 | 4 | 3 aus 7   |
| 4        | Dumitru Ghizdavu     | 0      | 0           | 0                                              | 1           | 0       | ½     | 1       |  | 2 | 4 | 1 | 2½ aus 7  |
| 5        | Gheorghe Mititelu    | ½      | 0           | ½                                              | 0           | ½       |       | 1       |  | 1 | 2 | 3 | 2½ aus 6  |
| 6        | Mircea Pavlov        | ½      | ½           | 1                                              | ½           | ½       | ½     | ½       |  | 1 | 0 | 6 | 4 aus 7   |
| 7        | Mihail Viorel Ghindă | 0      | 0           |                                                |             | 1       | 0     | ½       |  | 1 | 3 | 1 | 1½ aus 5  |
| 8        | Emil Ungureanu       | 1      | ½           | ½                                              | 0           |         |       | ½       |  | 1 | 1 | 3 | 2½ aus 5  |
| 1 res.   | Dolfi Drimer         |        |             |                                                |             | ½       | 0     |         |  | 0 | 1 | 1 | ½ aus 2   |
| 2 res.   | Valentin Stoica      |        |             | ½                                              | ½           |         | ½     |         |  | 0 | 0 | 3 | 1½ aus 3  |
| Ergebnis | Ergebnis             | 2½     | 2½          | 3½                                             | 3½          | 3½      | 2½    | 5       |  |   |   |   | 23 aus 56 |

#### Schweiz
| №        | Spieler              | 1                                              | 2           | 3       | 4     | 5           | 6      | 7        |  | + | − | = | Punkte     |
| №        | Spieler              | Jugoslawien Sozialistische Föderative Republik | Deutschland | England | Polen | Sowjetunion | Ungarn | Rumänien |  | + | − | = | Punkte     |
| -------- | -------------------- | ---------------------------------------------- | ----------- | ------- | ----- | ----------- | ------ | -------- |  | - | - | - | ---------- |
| 1        | Werner Hug           | 0                                              | 0           | ½       | ½     | 0           | 1      | ½        |  | 1 | 3 | 3 | 2½ aus 7   |
| 2        | André Lombard        | 0                                              | ½           | ½       | 0     | 0           |        | ½        |  | 0 | 3 | 3 | 1½ aus 6   |
| 3        | Heinz Schaufelberger | ½                                              | 0           | ½       | ½     |             | 0      | ½        |  | 0 | 2 | 4 | 2 aus 6    |
| 4        | Peter Hohler         | ½                                              | ½           | 0       |       | ½           | 0      | 0        |  | 0 | 3 | 3 | 1½ aus 6   |
| 5        | Meinrad Schauwecker  | ½                                              |             | 1       | 1     | 0           | ½      | 0        |  | 2 | 2 | 2 | 3 aus 6    |
| 6        | Maximilian Blau      | 1                                              |             | 0       | ½     |             | ½      | ½        |  | 1 | 1 | 3 | 2½ aus 5   |
| 7        | Heinz Wirthensohn    |                                                | 1           |         | ½     | ½           | 1      | ½        |  | 2 | 0 | 3 | 3½ aus 5   |
| 8        | Hansruedi Glauser    | 0                                              | 0           | ½       |       | 0           | 1      | ½        |  | 1 | 3 | 2 | 2 aus 6    |
| 1 res.   | Edwin Bhend          |                                                | 0           | ½       | 0     | 0           | ½      |          |  | 0 | 3 | 2 | 1 aus 5    |
| 2 res.   | Erno Gereben         | 0                                              | ½           |         | ½     | 0           |        |          |  | 0 | 2 | 2 | 1 aus 4    |
| Ergebnis | Ergebnis             | 2½                                             | 2½          | 3½      | 3½    | 1           | 4½     | 3        |  |   |   |   | 20½ aus 56 |

## Beste Brettergebnisse
| №   | Spieler                         | Land                    | Ergebnis |
| --- | ------------------------------- | ----------------------- | -------- |
| 1   | Svetozar Gligorić Boris Spasski | Jugoslawien Sowjetunion | 5 aus 7  |
| 2   | Borislav Ivkov Tigran Petrosjan | Jugoslawien Sowjetunion | 4½ aus 7 |
| 3   | Ljubomir Ljubojević             | Jugoslawien             | 5½ aus 7 |
| 4   | Anatoli Karpow                  | Sowjetunion             | 5 aus 6  |
| 5   | István Csom                     | Ungarn                  | 5½ aus 7 |
| 6   | Wassili Smyslow                 | Sowjetunion             | 4 aus 5  |
| 7   | Efim Geller                     | Sowjetunion             | 4½ aus 5 |
| 8   | Gyula Sax                       | Ungarn                  | 4 aus 6  |
| 1r. | Wolodymyr Tukmakow              | Sowjetunion             | 4 aus 5  |
| 2r. | Juri Balaschow                  | Sowjetunion             | 2½ aus 4 |